# Platypalpus univittatus
Platypalpus univittatus är en tvåvingeart som beskrevs av Friedrich Hermann Loew 1858. Platypalpus univittatus ingår i släktet Platypalpus och familjen puckeldansflugor. Inga underarter finns listade i Catalogue of Life.